# 拓跋賀傉
拓跋賀傉（？—325年），中國東晉十六國時期鮮卑索頭部首領、代王，321年至325年在位，是南北朝時期北魏皇帝的先祖之一。
其父為拓跋猗㐌。321年，索頭部於拓跋鬱律在位時，賀傉之母惟氏政變，殺鬱律，賀傉被扶立繼位。索頭部各酋長在這次政變中死亡者有數十人之多。政變後，惟氏掌握國家大政，一直到324年賀傉才親政。其後因不少部落還未臣服，因此在東木根山此地築城，並遷居該地。325年，賀傉去世，其弟拓跋紇那繼立。
北魏道武帝拓跋珪稱帝時，將賀傉追諡為惠皇帝。
| 前任： 堂兄弟·平文帝拓跋鬱律 | 北魏追尊先祖 索頭部鮮卑首領 代國君主 321-325 | 繼任： 弟·煬帝拓跋紇那 |